# Thranius simplex
Thranius simplex es una especie de escarabajo longicornio del género Thranius, tribu Thraniini, subfamilia Cerambycinae. Fue descrita científicamente por Gahan en 1894.

## Descripción
Mide 12-27 milímetros de longitud.

## Distribución
Se distribuye por Bután, China, India, Birmania y Nepal.